# Rombicosidodecaedro giroide
En geometría, el rombicosidodecaedro giroide es uno de los sólidos de Johnson (J72).  
Puede construirse a partir de un rombicosidodecaedro, rotando una cúpula pentagonal 36 grados.
Los 92 sólidos de Johnson fueron nombrados y descritos por Norman Johnson en 1966.